# Tropfflasche

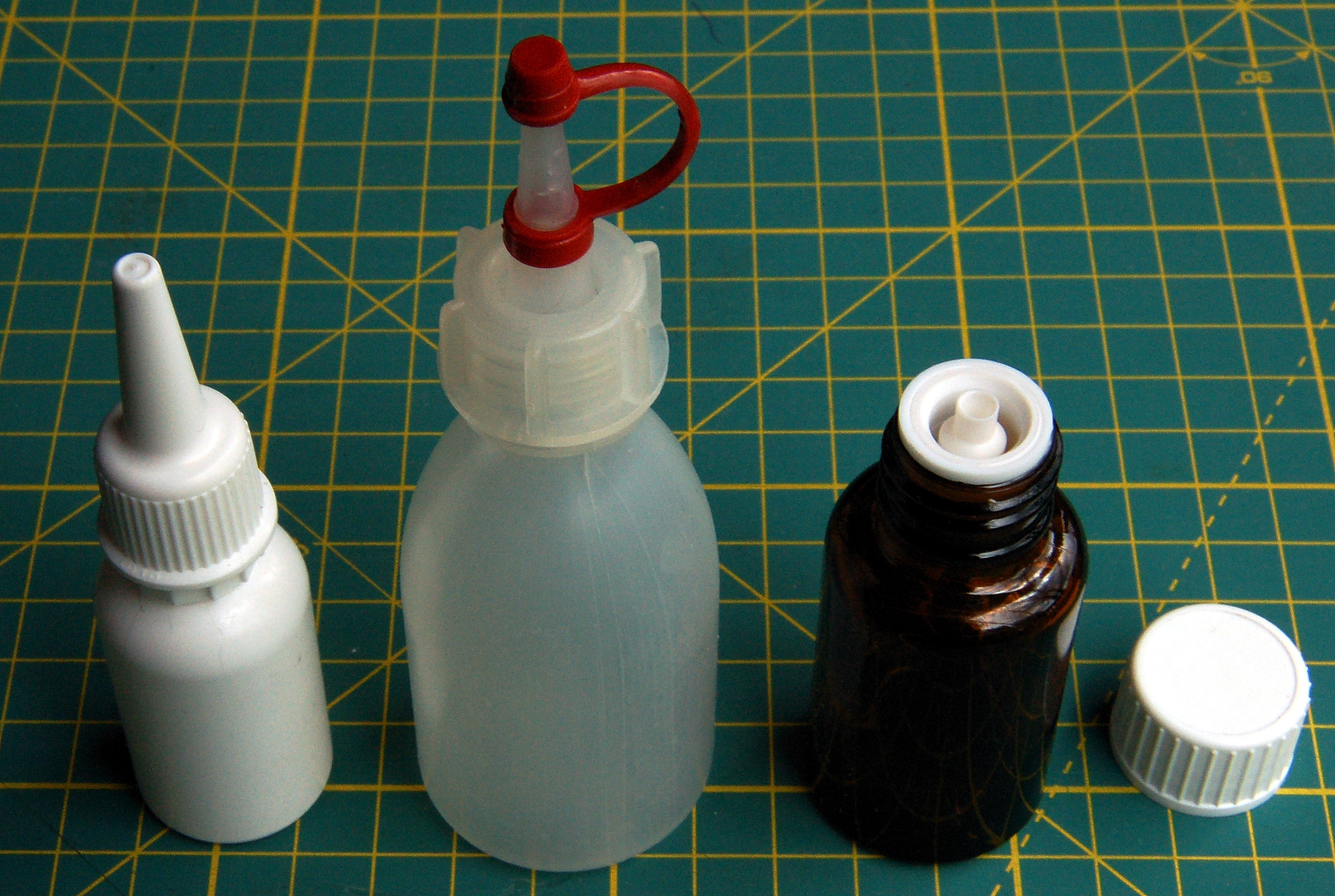
Tropfflaschen aus Kunststoff (links), Flasche mit Tropfeinsatz (rechts)

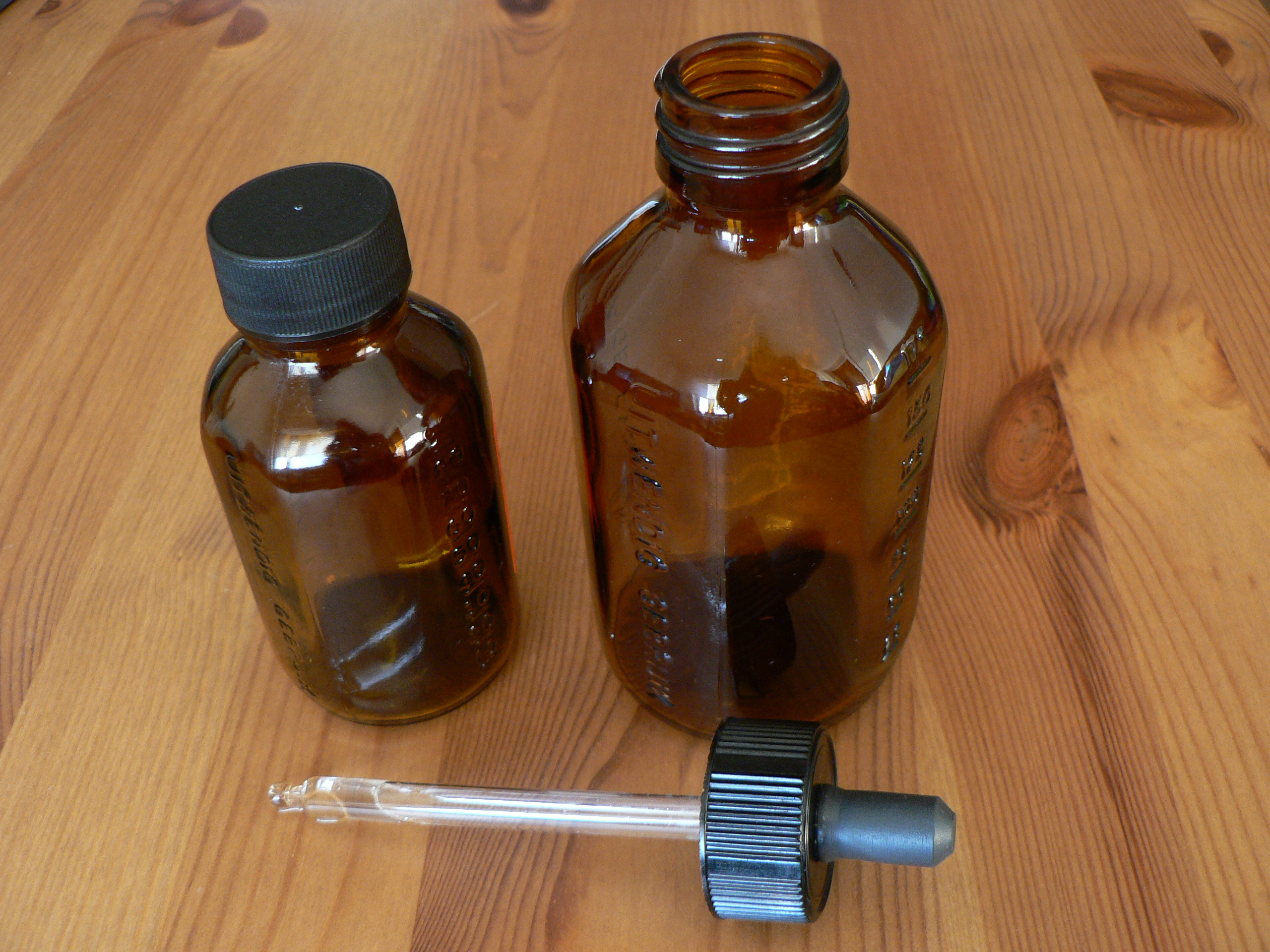
Medizinflaschen und Normaltropfenzähler (Tropfpipette)

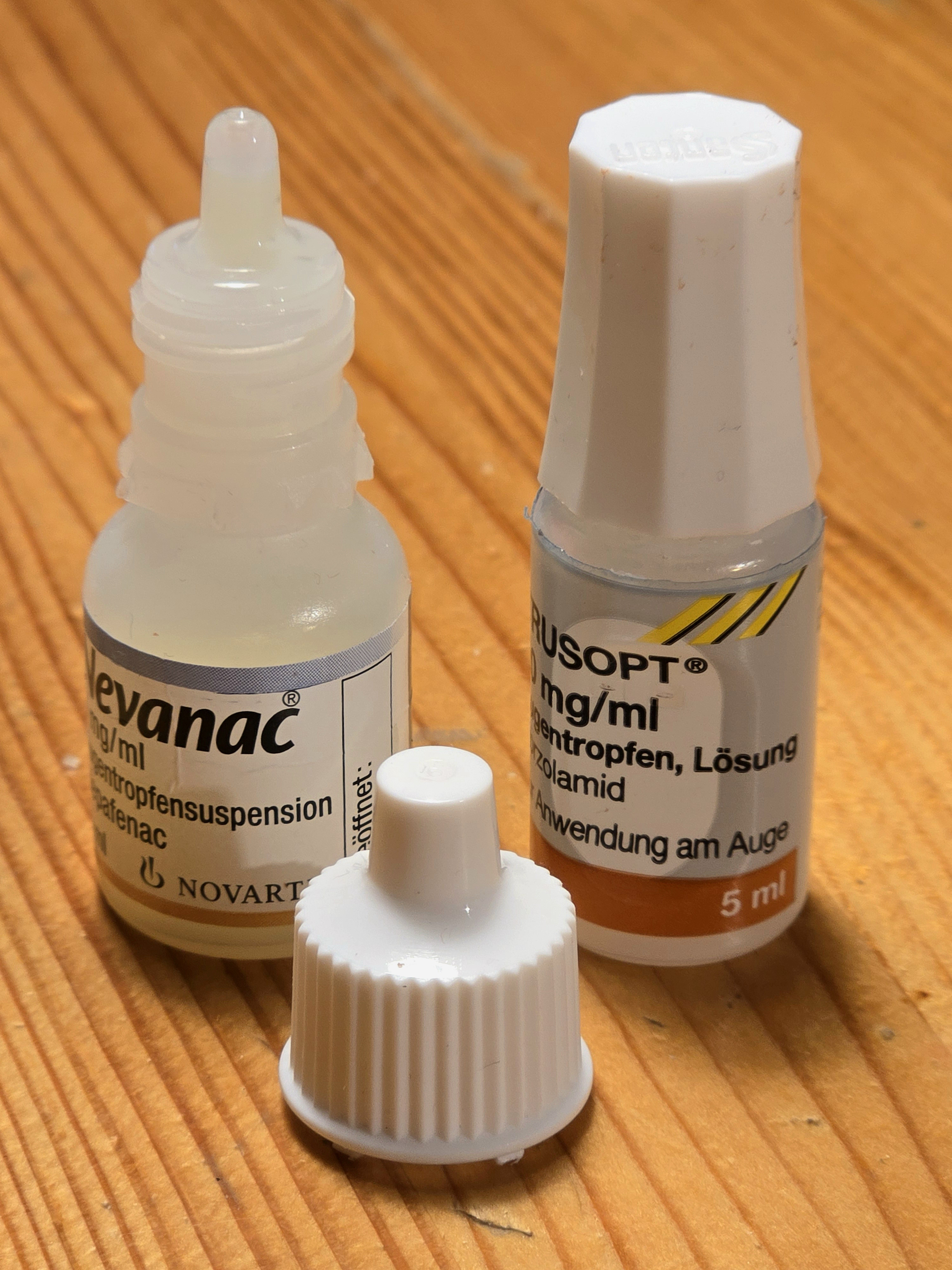
Mehr-Dosis-Ophtiolen (MDO) aus Kunststoff

Eine Tropfflasche ist eine (meist kleinere) Flasche aus Glas (pharmazeutisch Vitrum guttatorium) oder auch Kunststoff, mit welcher einzelne Tropfen einer darin befindlichen Flüssigkeit abgegeben werden können. Sie finden überwiegend für flüssige Arzneimittel  Verwendung (Schmerzmittel, Augentropfen, Nasentropfen etc.), aber auch für Reagenzien, z. B. bei der Analyse von Wasser (Aquarium, Flüsse, Teiche, Seen, Abwässer etc.)
Gebräuchlich sind Flaschen mit einer einschraubbaren Pipette, die als „Normaltropfenzähler“ ausgebildet ist und spezielle Einsätze im Flaschenhals, die beim senkrechten Halten der Flasche mit der Öffnung nach unten einzelne Tropfen abfließen lassen.
Tropfflaschen aus Kunststoff haben meist einen spitzen Aufsatz mit engem Durchmesser, der beim Zusammendrücken der flexiblen Flasche (Spitze nach unten) Tropfen abgibt.
Tropfflaschen mit Pipette aus Natron-Kalk-Glas werden auch im Laborgeräte-Sektor angeboten. Im Normschliff-(NS)-Stopfen ist eine Tropfpipette mit Gummihütchen integriert. Es gibt sie in Klarglas und Braunglas mit einem Volumen von 50 oder 100 ml. Die Gummihütchen sind aus Naturkautschuk (NR) und sind für alle Größen passend.     
Tropfflaschen gibt es dort auch aus PE-LD (Polyethylen niedriger Dichte), sind flexibel und besitzen einen abschraubbaren Tropf-Aufsatz mit anhängendem Nippel zum Verschließen. Sie werden mit Volumen von 20, 30, 50, 100, 250, 500 und 1000 ml angeboten. Die dazu passenden und austauschbaren Tropf-Aufsätze besitzen Gewinde GL 14, GL 18, GL 25 und GL 28.
Tropfflaschen aus PTFE (Polytetrafluorethylen) sind flexibel, verfügen über eine exzellente Chemikalienbeständigkeit und haben einen Tropf-Aufsatz mit Schraubverschluss. Sie haben meist ein Volumen von 25 oder 50 ml.
Tropfflaschen aus Glas mit kegelig eingeschliffenem Glasstopfen mit Rillen werden zum Tropfen geöffnet, indem der Stopfens so weit gedreht wird, dass sich die an den Kegelmänteln liegende kurze Rillen so überlappen und ergänzen, dass sich (meist) zwei Kanäle, die vom Innen- zum Außenraum durch reichen, ausgebildet werden. Während ein Finger oder der Daumen den Stopfen in seinen Sitz presst, wird die Flasche um mehr als 90° gekippt und es rinnt etwas Flüssigkeit durch das untere Kanälchen hin zu einer seitlich vorstehenden dann nach unten gerichteten Nase des Knaufs am Stopfen, von wo ein Tropfen abfällt oder abgestreift werden kann. Typische Volumina betragen 10 bis 100 ml.